# Dobric, Bistrița-Năsăud
Dobric este un sat în comuna Căianu Mic din județul Bistrița-Năsăud, Transilvania, România.
Satul a fost înființat în epoca medievală ca aparținând domeniului Sasarm, prima atestare documentară datând din 1456. În prezent, Dobricul este parte componentă a comunei Căianu Mic de care nu a reușit să se desprindă, deși a fost organizat și un referendum în acest sens.
Dobricul este cunoscut ca urmare a numărului mare de credincioși penticostali, fiind localitatea cu cel mai mare procent de penticostali de pe teritoriul României.

## Vezi și
- Biserica de lemn din Dobric
- Castelul Károly din Dobric